# Leonardo I Tocco
Leonardo I Tocco (fallecido en 1375/1377) fue el conde palatino de las islas de Cefalonia y Zacinto desde 1357 hasta su muerte, y más tarde señor de Ítaca, Santa Maura (Léucade) y también del puerto de Vonitsa.

## Biografía

El Condado Palatino de Cefalonia y Zacinto, dominios de Leonardo I Tocco.

Era hijo de Guglielmo Tocco, el gobernador angevino de Corfú en la década de 1330, y su segunda esposa Margarita Orsini, hija de Juan I Orsini, conde palatino de Cefalonia y Zacinto.
A través de su padre, estaba estrechamente relacionado con la dinastía angevina y, en particular, con Roberto de Tarento. Leonardo fue uno de los testigos de su matrimonio, y más tarde jugó un papel decisivo en asegurar la liberación de Roberto del cautiverio en Hungría en 1352. Como recompensa, en 1357, Roberto lo nombró conde palatino de Cefalonia, Zacinto y posiblemente también de Ítaca. Probablemente por hacia 1362, y ciertamente antes de 1373, Leonardo también logró hacerse con el control de Santa Maura (Léucade) y el puerto de Vonitsa en las tierras de Epiro. En 1374, tras la muerte de Felipe II de Tarento, formó parte de una delegación que fue a Nápoles y ofreció el Principado de Acaya a la reina Juana I de Nápoles. Murió en algún momento entre marzo de 1375 y agosto de 1377.

## Matrimonio y descendencia
Leonardo estaba casado con Maddalena Buondelmonti, sobrina del poderoso Niccolò Acciaioli. Con ella tuvo cinco hijos:
- Petronilla (fallecida en 1409 o 1410), se casó con Nicolás III dalle Carceri, duque de Naxos (fallecido en 1383) y luego con Nicola Venier, el bailío veneciano de Negroponte
- Giovanna, casada con Enrico II de Ventimiglia, conde de Geraci
- Susanna, casada con Nicola Ruffo, conde de Cantanzaro, virrey de Calabria, marqués de Crotona
- Carlo I Tocco (fallecido en 1429), el sucesor de Leonardo como conde palatino, que finalmente se convirtió también en déspota de Epiro.[1]
- Leonardo II Tocco (fallecido en 1418 o 1419), señor de Zacinto, gobernador de Corinto, señor de Glarentza y Angelokastro.[1]